# Orthurethra
Orthurethra es un clado de gasterópodo terrestre, tienen la característica de ser pulmonados es decir, desarrollaron pulmones los cuales les permiten tener una respiración aérea.

## Taxonomía
- Superfamilia Partuloidea
  - Familia Partulidae
  - Familia Draparnaudiidae
- Superfamilia Achatinelloidea

## FamiliaAchatinellidae
- Superfamilia Cochlicopoidea
  - Familia Cochlicopidae
  - Familia Amastridae
- Superfamilia Pupilloidea
  - Familia Pupillidae
  - Familia Argnidae
  - Familia Chondrinidae
  - † Familia Cylindrellinidae
  - Familia Lauriidae
  - Familia Orculidae
  - Familia Pleurodiscidae
  - Familia Pyramidulidae
  - Familia Spelaeodiscidae
  - Familia Strobilopsidae
  - Familia Valloniidae
  - Familia Vertiginidae
- Superfamilia Enoidea
  - Familia Enidae
  - Familia Cerastidae

(Las familias que son exclusivamente fósiles están indicadas con una cruz †)